# 格列夏瓦
49°18′10″N 25°52′4″E / 49.30278°N 25.86778°E
格列夏瓦（烏克蘭語：Глещава）是位於烏克蘭西部特諾皮爾州裏特諾皮爾區的村莊，面積3.855平方公里，2001年人口779，人口密度每平方公里202.08人。